# 티우 쿠이크
티우 쿠이크(에스토니아어: Tiiu Kuik, 1987년 3월 16일 ~ )는 에스토니아의 모델이다.